# Chapala (Meksyk)
Chapalaⓘ – miasto w Meksyku, w stanie Jalisco.